# Fred Karno
John Frederick Westcott (26 mars 1866 – 18 septembre 1941), mieux connu sous le nom de scène de Fred Karno, était un imprésario de théâtre du music-hall britannique.

## Biographie
On lui attribue l'invention du gag de la tarte à la crème. Ses sketchs muets (pour contourner la censure) des années 1890 furent les précurseurs de ceux des films muets.
Karno découvrit et produisit de nombreux jeunes acteurs de talent, parmi eux se trouvaient Charlie Chaplin et sa doublure, Arthur Jefferson, qui plus tard, prit le nom de Stan Laurel. Ceux-ci faisaient partie de ce qu'on appela « l'Armée de Fred Karno », une bande de joyeux drilles excentriques. Cette expression est encore parfois utilisée au Royaume-Uni pour faire référence à un groupe ou à une organisation chaotique. Le terme a également été adopté par des soldats britanniques de la Première Guerre mondiale dans une chanson de tranchée parodique et burlesque, bien dans l'esprit de Karno, vantant la valeur d'une unité fictive, le « Ragtime infantry » de la « Fred Karno's army », le tout sur la musique du cantique The Church’s One Foundation.
Avec l'avènement du cinéma, la popularité du music-hall baissa, et Fred Karno fit faillite en 1925.
En 1929, il tenta de se relancer aux États-Unis et fut embauché par les studios de Hal Roach en tant que scénariste-réalisateur. Il y retrouva un de ses anciens poulains, Stan Laurel. Toutefois, son séjour au sein du studio fut bref et infructueux. Hal Roach constata rapidement que Karno, grand découvreur de talents et grand producteur, n'avait pas les compétences pour le poste qu'il lui avait confié. Il fut mis fin à son contrat et Karno rentra en Angleterre, en février 1930. Après son retour, Karno aida à écrire et à produire plusieurs courts métrages et revint même au théâtre en 1936 avec un spectacle intitulé Real Life. 
Il passa ses dernières années dans le village de Lilliput, dans le Dorset, en tant que copropriétaire d'un commerce de vin et spiritueux, acheté avec l'aide financière de Charlie Chaplin, et y mourut en 1941, âgé de 75 ans.